# Cyclothone livida
Cyclothone livida és una espècie de peix pertanyent a la família dels gonostomàtids.

## Descripció
- La femella pot arribar a fer 5 cm de llargària màxima i el mascle 3,6.[5][6]

## Hàbitat
És un peix marí, mesopelàgic profund i batipelàgic que viu entre 300 i 2.000 m de fondària (normalment, entre 500 i 800) i entre les latituds 60°N-17°S i 20°W-14°E. No realitza migracions verticals.

## Distribució geogràfica
Es troba a l'Atlàntic oriental: des de la latitud 60°N, 20°W fins a Angola.

## Observacions
És inofensiu per als humans.